# 博尔扎诺主教座堂
博尔扎诺圣母主教座堂（Dompfarrkirche Maria Himmelfahrt, Duomo di Santa Maria Assunta）是天主教博尔扎诺-布雷薩諾內教区的副主教座堂，位于意大利博尔扎诺。

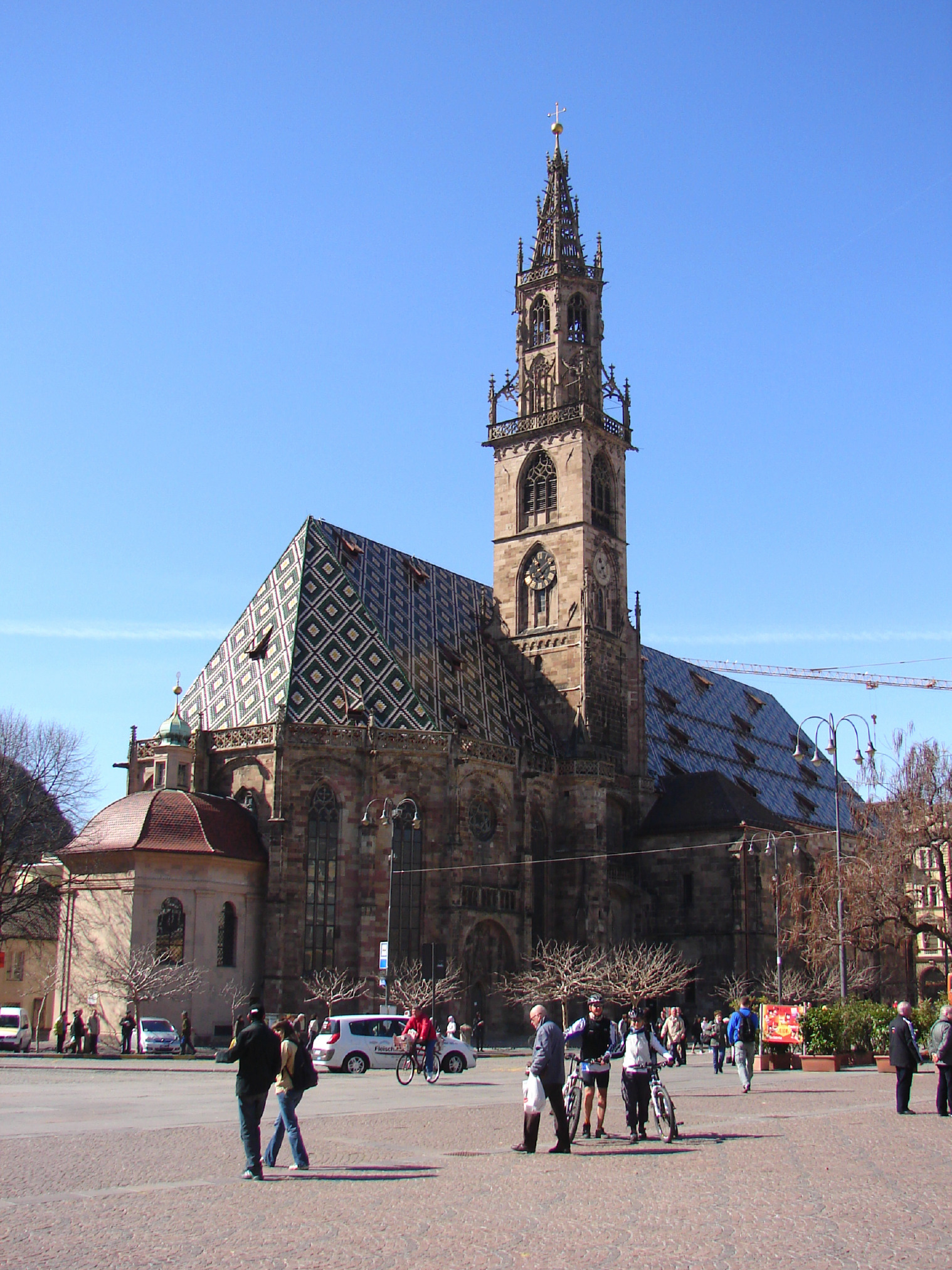
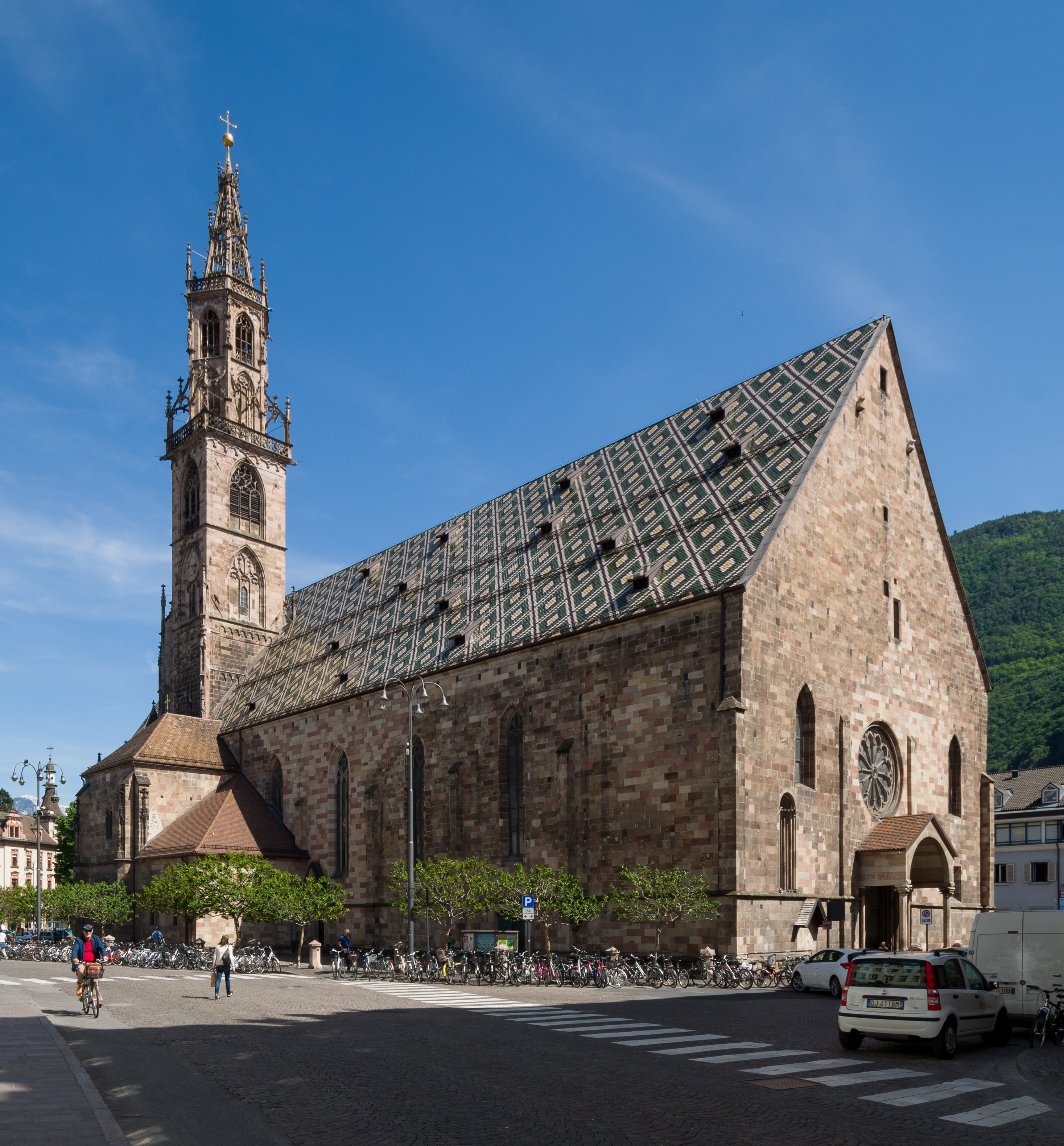
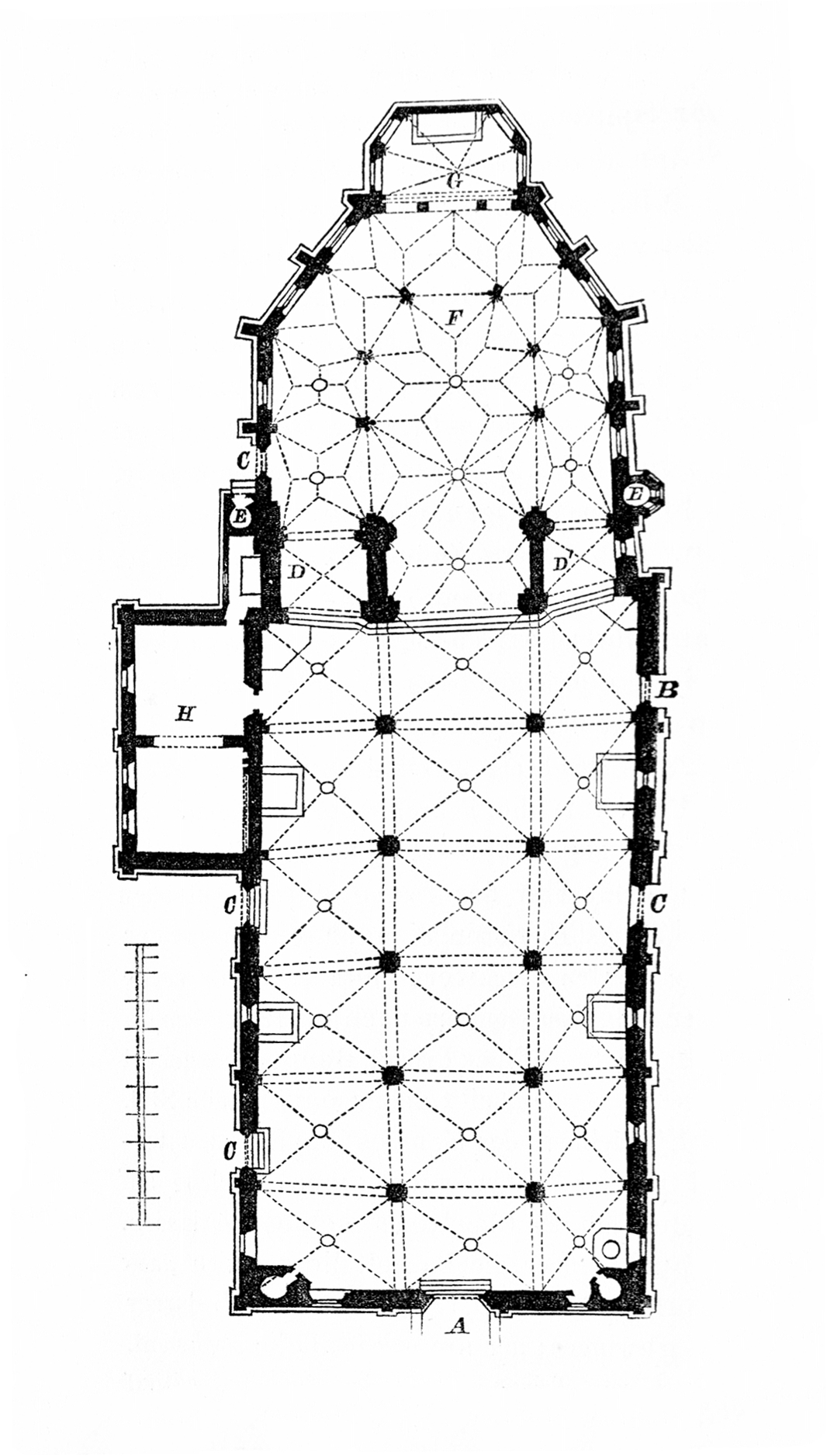
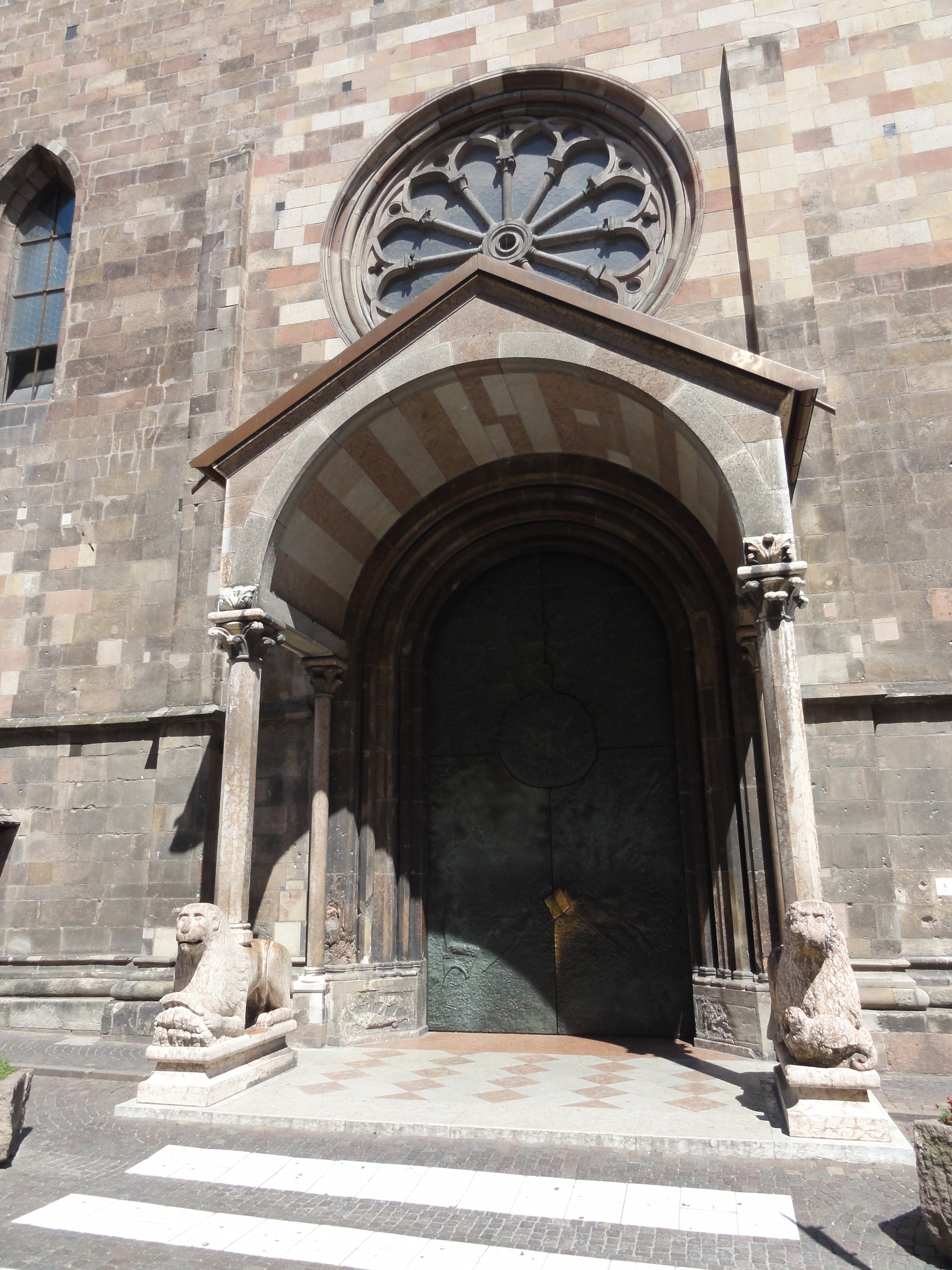
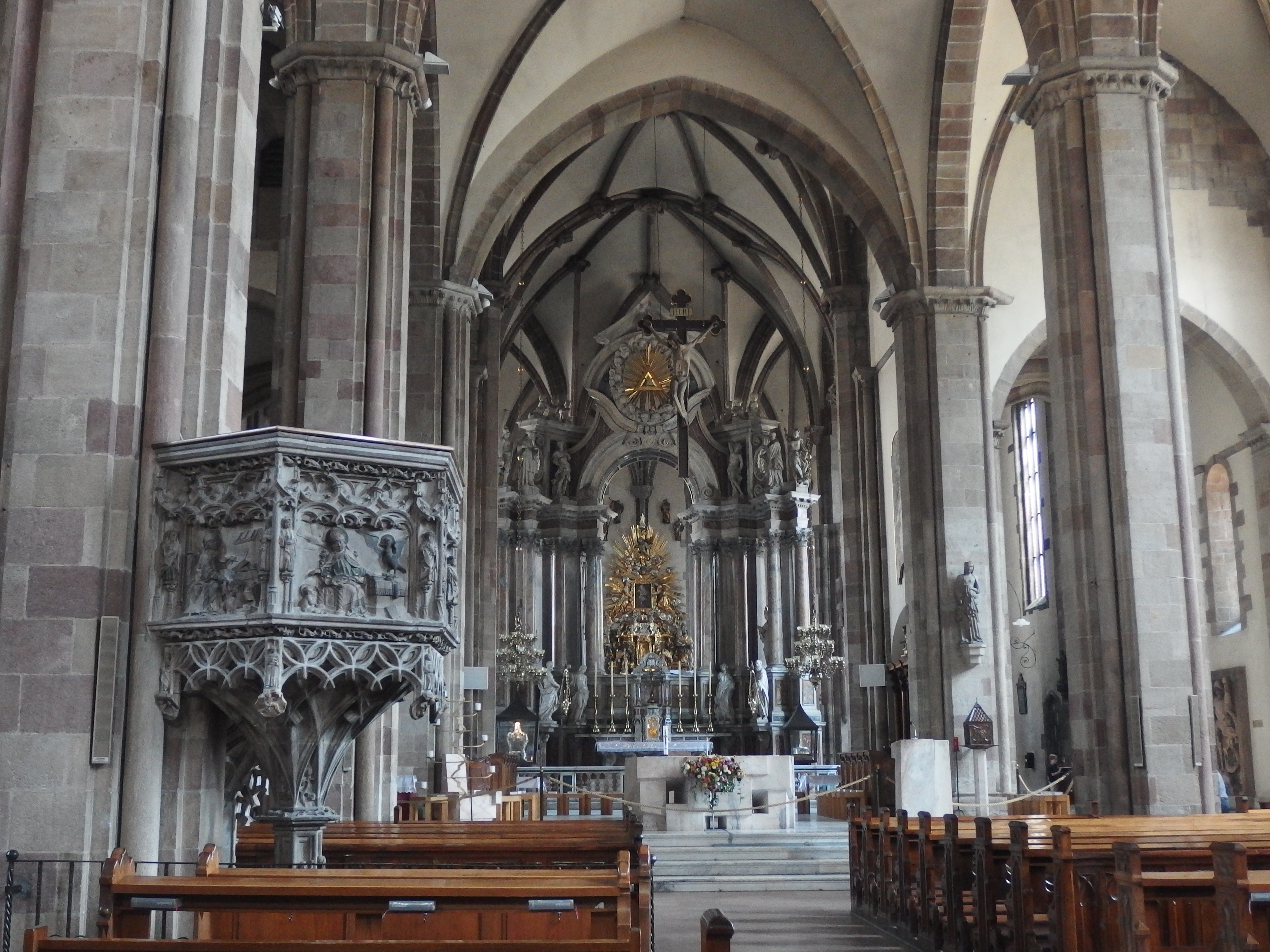
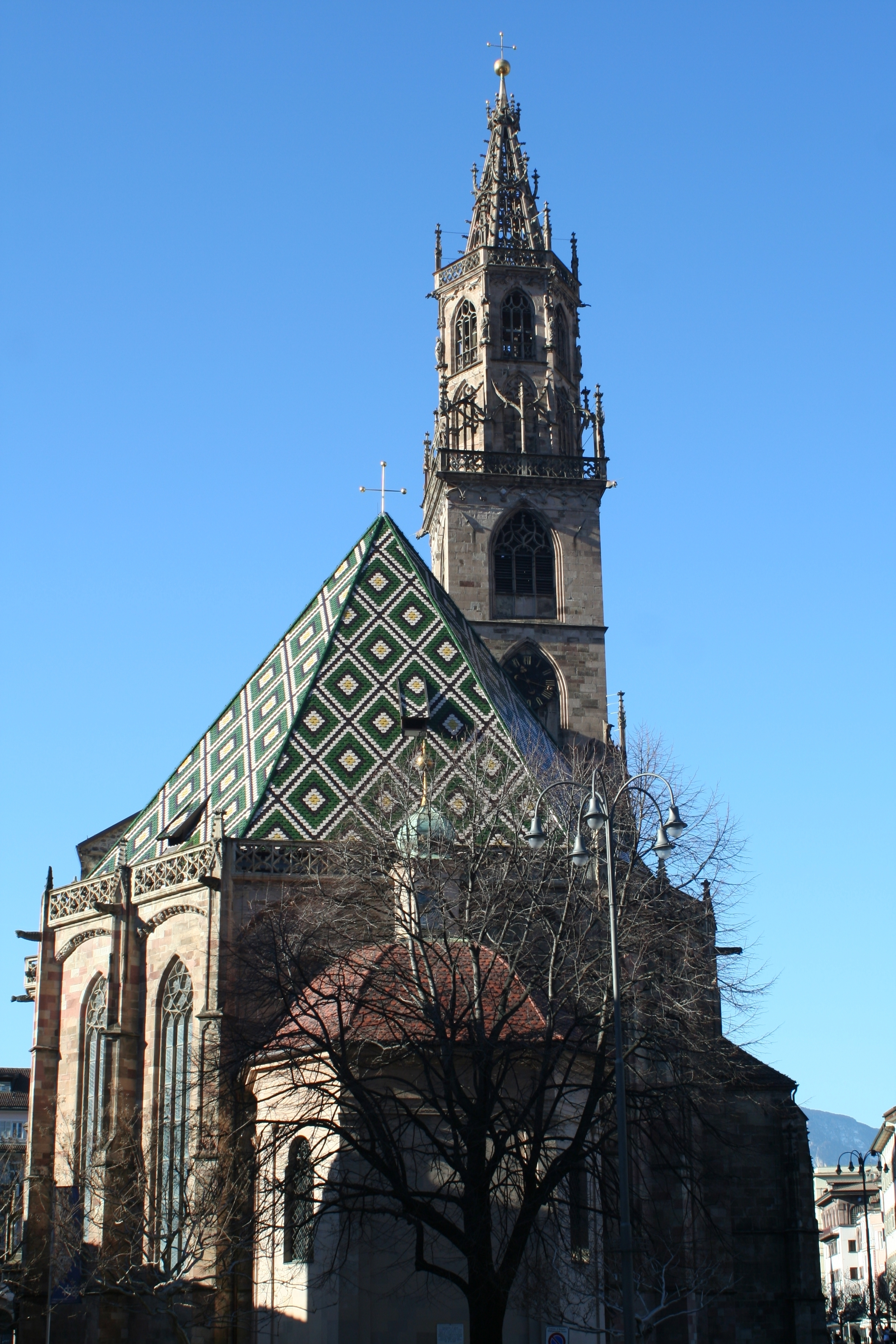
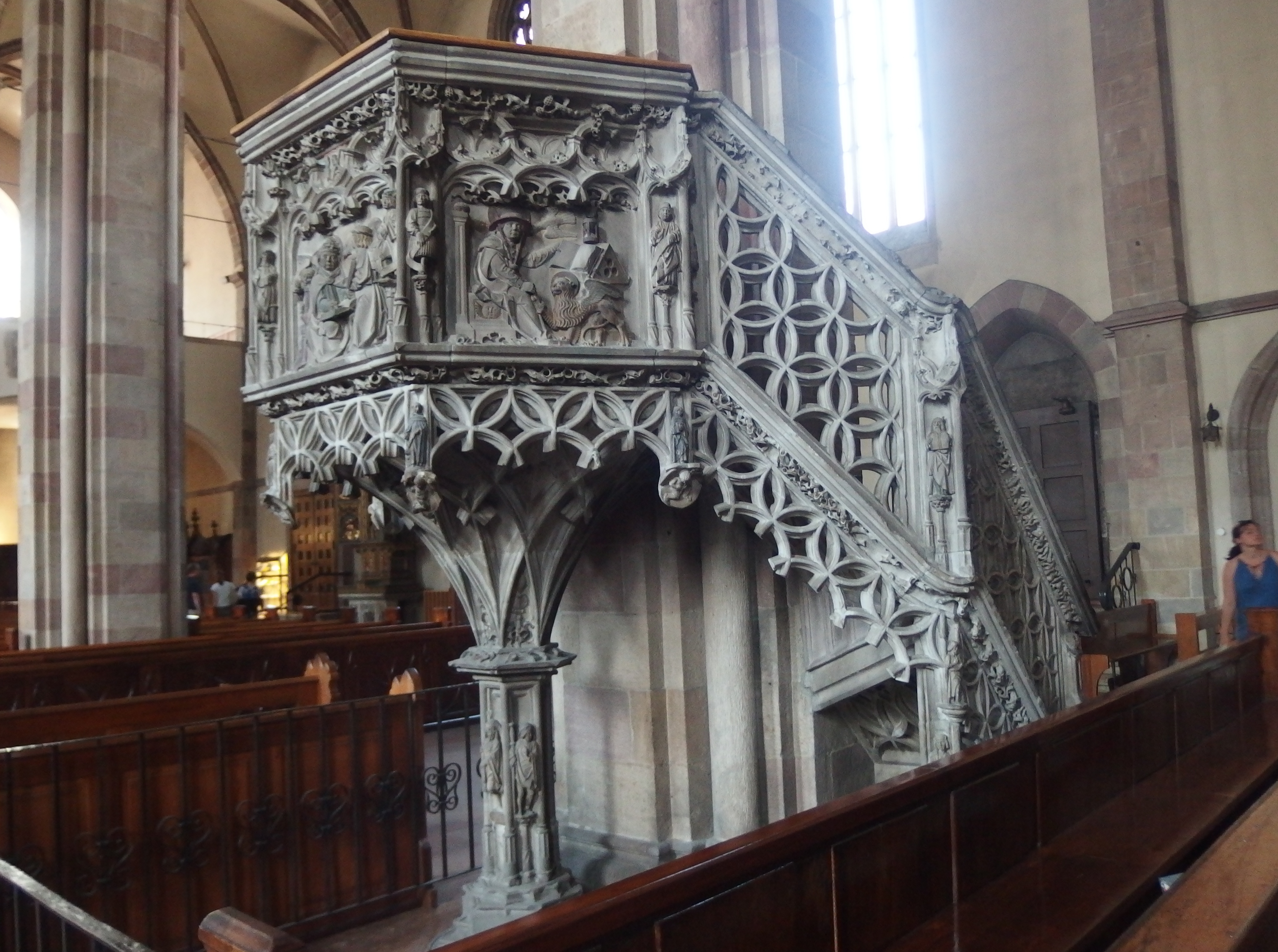
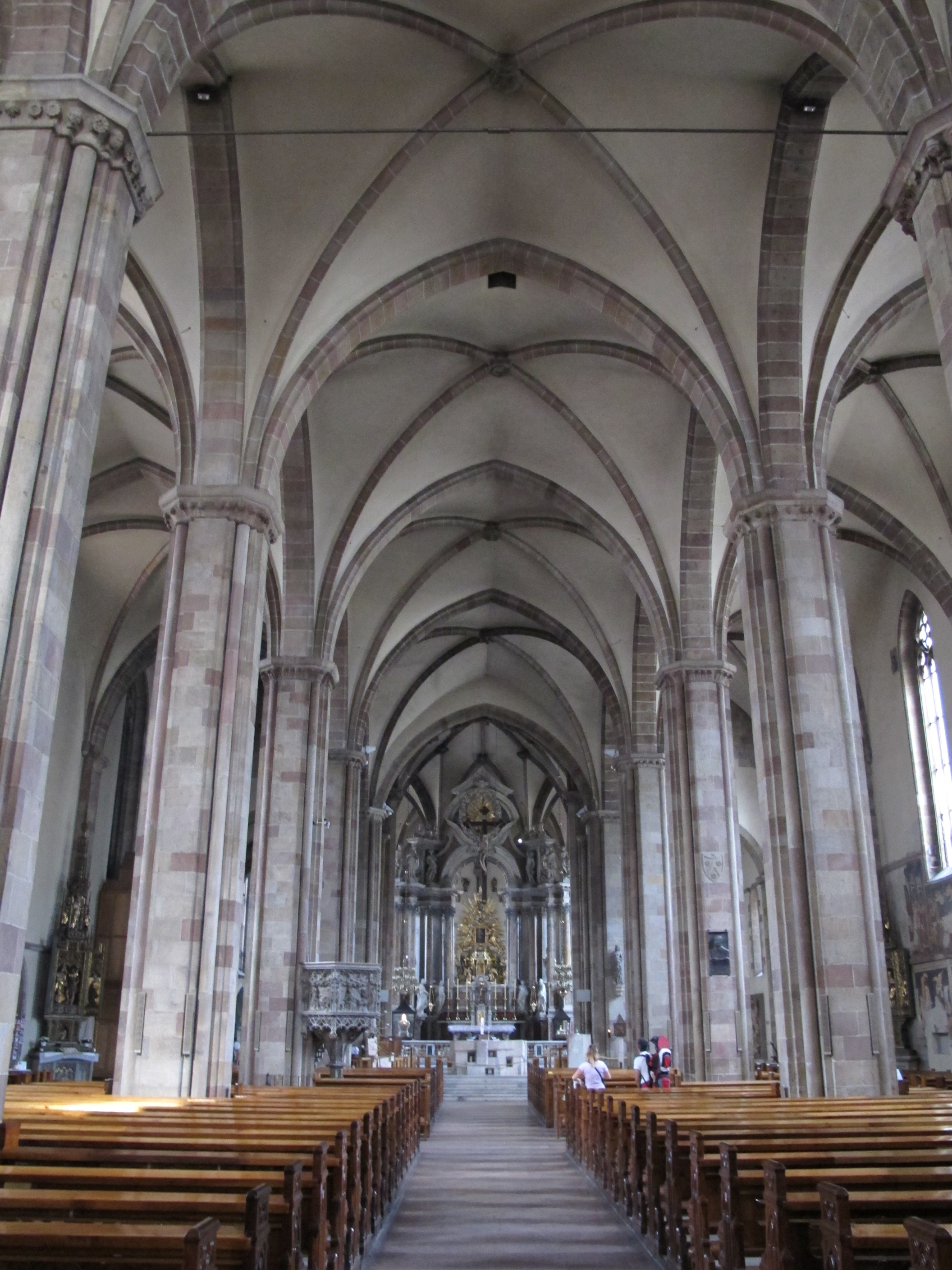

该堂建于15世纪，完成于1519年，哥特式风格，钟楼高65米。建筑师奥古斯塔的布克哈德·英格堡。
1944年，该堂受盟军轰炸，破坏严重。1948年修复。在其地下发现了三座教堂的地基，分别建于4世纪、8世纪以及11-12世纪。
2007年，该堂设立博物馆。